# بوريليا برتغالية
بوريليا برتغالية (الاسم العلمي: Borrelia lusitaniae) هي نوع من البكتيريا تتبع جنس البوريليا من الفصيلة البوريلية.